# Валентини-Террани, Лючия
Лючи́я Валенти́ни-Терра́ни (итал. Lucia Valentini Terrani, урождённая Lucia Valentini; 29 августа 1946, Падуя, Италия — 11 июня 1998 года, Сиэтл, США) — выдающаяся итальянская оперная певица XX века (колоратурное меццо-сопрано и контральто). Прославилась партиями россиниевского репертуара в 70—80—х годах.

## Биография и творчество
Лючия Валентини-Террани родилась 29 августа 1946 года в Падуе, в Италии. В 1960-х годах училась в Падуанской консерватории имени Чезаре Поллини у маэстро Адриано Линчетто, впоследствии — в Венецианской консерватории имени Бенедетто Марчелло.
После занятий с Ирис Адами Корадетти певица начала профессиональные выступления на сцене в сезоне 1968/1969 гг. Обладательница колоратурного меццо-сопрано, Лючия Валентини-Террани дебютировала на профессиональной сцене в партии Анжелины в опере «Золушка» Россини. Это одна из ролей, с которой позже будет неразрывно связана почти вся творческая жизнь певицы.
голос Лючии, красивого тембра, мягкий, расширенный (от соль-диез, тяжелой do натуральный прыжках от взрыва), очень пластичный и подвижный, и держится хорошая техническая подготовка, была между исполнителем самых замечательных репертуара бельканто между XVIII и XIX века,
В 1972 году организацией RAI был организован Международный конкурс молодых исполнителей «Россиниевские голоса», на котором победила Лючия Валентини-Террани. Этот конкурс стал поворотным в артистической карьере певицы и открыл ей дорогу на все крупнейшие оперные сцены мира.
В 1973 году Лючия Валентини вышла замуж за актёра Альфредо Террани, который стал её менеджером на протяжении всей её карьеры. С этого периода Лючия добавляет к своей фамилии фамилию мужа, и в истории оперы она останется под двойной фамилией: Валентини-Террани.
Дебют певицы в знаменитом миланском театре «Ла Скала» состоялся в 1973 году, снова с партией в знаменитой «Золушке» Россини. Впоследствии Лючия прочно ассоциировалась с репертуаром этого композитора. В разные годы на разных сценах мира она исполняла партии в таких операх Россини, как «Итальянка в Алжире», «Севильский цирюльник», «Путешествие в Реймс», и других. В то же время Валентини-Террани старалась максимально расширять свой репертуар. Обращаясь к эпохе барокко, она пела в таких операх, как «Орфей» Монтеверди, «Альчина» Генделя. В репертуаре певицы были партии из опер таких композиторов, как Глюк, Бетховен, Моцарт, Чимароза, Верди, Бизе, Массне, Оффенбах, Мусоргский, Прокофьев, Стравинский, Тома, и других.
Очень скоро к Лючии пришла международная слава — ей аплодировала публика на оперных площадках Парижа, Лондонa, Буэнос-Айреса, Чикаго, Лос-Анджелеса, Вашингтона, и многих других европейских и американских городов.
Дебют певицы на сцене знаменитого американского Метрополитен Опера состоялся в 1974 году, где она выступила с партией Изабеллы в «Итальянке в Алжире».
В 1974 году Лючия Валентини-Террани посетила СССР, выступив на гастролях театра Ла Скала в Москве в опере «Золушка». Это было поистине эпохальное событие в культурной жизни Москвы: Ла Скала привёз на гастроли и исполнил такие спектакли, как «Аиду», «Симона Бокканегру», «Норму», «Тоску», а в числе исполнителей были такие великие певицы, как Кабалье, Коссотто, Френи. По советскому телевидению неоднократно транслировали секстет из «Золушки» под управлением Клаудио Аббадо, в котором солировала Валентини-Террани.
В 1996 году певице был поставлен диагноз лейкемия, и она обратилась за помощью в знаменитый Онкологический центр Фреда Хатчинсона в Сиэтле, в США, где незадолго до этого лечился от той же болезни её коллега и друг Хосе Каррерас. Но, к сожалению, на этот раз всё сложилось не так хорошо, как с известным тенором. Знаменитая оперная певица Лючия Валентини-Террани скончалась в Сиэтле после неудачной пересадки костного мозга 11 июня 1998 года, на тот момент ей был всего 51 год.

## Премии
- 1980/1981 — Премия Франко Аббьяти

## Память
Небольшая площадь в родном городе певицы — Падуе — рядом с Театром Верди названа именем певицы и в её честь: Piazzetta Lucia Valentini Terrani.

## Дискография
Среди немногочисленных записей певицы выделяются «Итальянка в Алжире» (1978), «Золушка» (1980), «Набукко» (1982), «Фальстаф» (1982), «Дон Карлос» (1983-84) и несколько других. Среди записей партии Малкольма в "Деве озера" Россини (дир. М. Поллини, Sony), Эболи (французская версия, дир. Аббадо, Deutsche Grammophon).